# Iouri Morozov (homme politique)
Pour les articles homonymes, voir Morozov et Iouri Morozov.
Iouri Ionovich  Morozov (en russe : Юрий Ионович Морозов, né le 5 août 1949 à Sterlitamak, est un homme d'affaires et homme politique russe qui a été Premier ministre de l'Ossétie du Sud du 5 juillet 2005 au 17 août 2008. Il est membre du Parti Unité.

## Biographie
Citoyen russe né en 1949 à Sterlitamak, il est diplômé de l'université du pétrole d'Oufa. Il devient ensuite directeur commercial de la Kursk Oil. Le 5 juillet 2005, il est nommé Premier ministre d'Ossétie du Sud après l'approbation de sa candidature par 23 députés sur 24. Il succède ainsi à Zourab Kokoïev qui assurait l'intérim depuis le limogeage d'Igor Sanakoïev.
Il est limogé avec son gouvernement le 17 août 2008 au lendemain de la fin de la guerre russo-géorgienne.